# Dreihöf (Gemeinde Karlstetten)
Dreihöf ist eine Ortschaft in der Gemeinde Karlstetten in Niederösterreich.

## Geografie
Die Ortschaft liegt westlich von Karlstetten und unmittelbar östlich von Lauterbach im Dunkelsteinerwald. Dem Ortsnamen entsprechend besteht der Ort aus drei landwirtschaftlichen Anwesen und mehreren Nebengebäuden. Am 1. Jänner 2024 lebten in Dreihöf 8 Personen.

## Geschichte
Laut Adressbuch von Österreich waren im Jahr 1938 in Dreihöf ein Gastwirt und zwei Landwirte mit Direktvertrieb ansässig.